# Schin Schalom

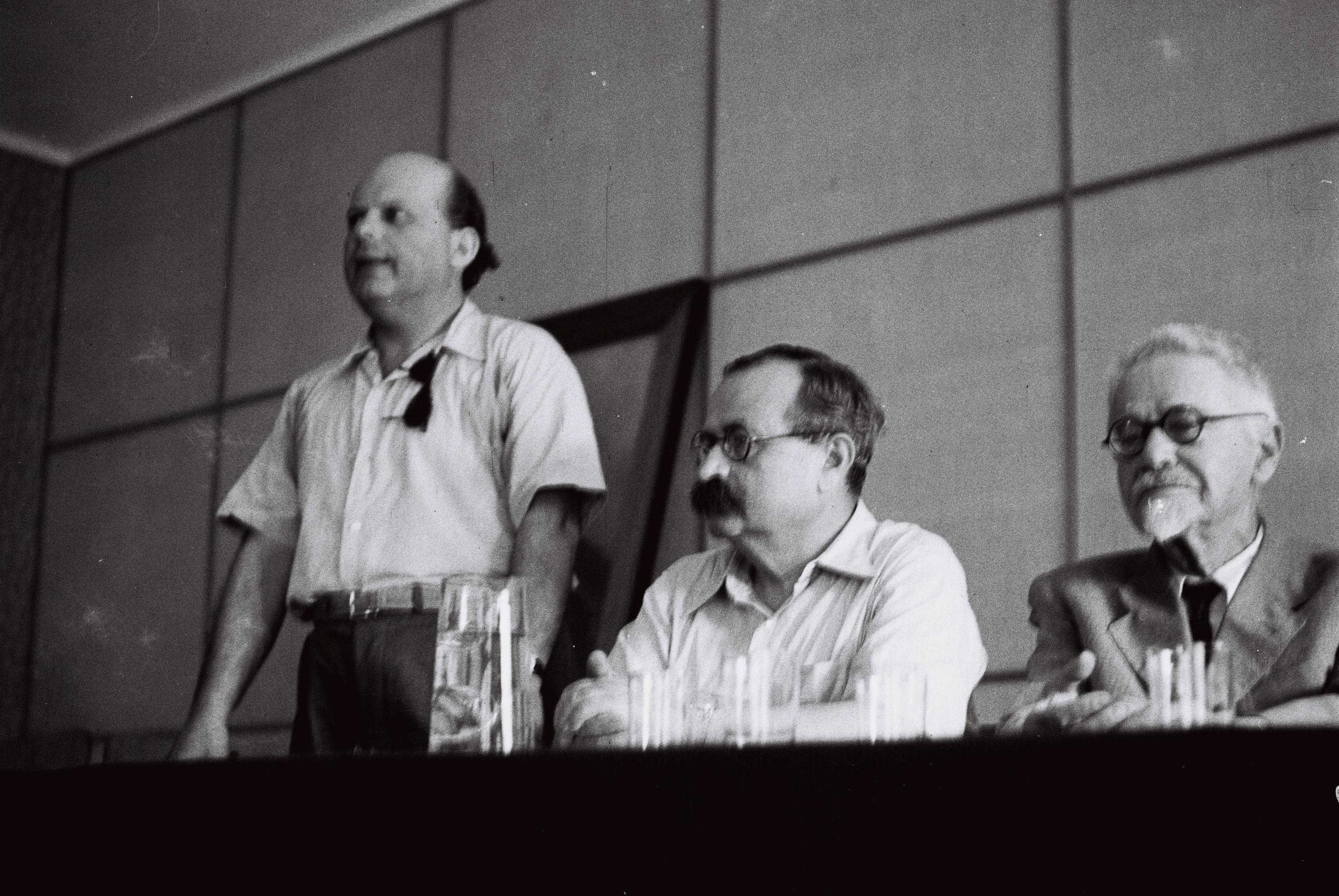
Zoltan Kluger (Fotograf): Shin Shalom, Asher Barash und Nahum Slouschz (1948, von links)

Schin Schalom (hebräisch ש. שלום, geboren als Shalom Joseph Shapira 1905 in Parczew, Österreich-Ungarn; gestorben 1990 in Israel) war ein israelischer Schriftsteller.

## Leben
Schaloms Großvater Chaim Meir Yechiel Shapira war Rabbiner von Drohobytsch und Nachkomme des Israel Hopstein von Koschnitz und des Rabbi Israel Friedmann von Ruschyn. 
Schaloms Familie floh zu Beginn des Ersten Weltkriegs nach Wien. 
1922 beschloss Schaloms Großvater, mit seiner ganzen Familie nach Palästina auszuwandern. 
Schin Schaloms Vater Awraham Yaakov Shapira war Rabbiner von Drohobytsch und gehörte zu der Gruppe von Chassidim, die 1925 den Kibbuz Kfar Hassidim Alef im Zevulun-Tal gründeten, angeführt von seinen Verwandten, dem Rabbi von Koschnitz und dem Rabbi von Jablona. Schalom beschrieb die Aliyah und die Tragödien, die der Gruppe widerfuhren, in seinem Buch „Aliyat Chassidim“. 
Schalom besuchte in Jerusalem ein Lehrerseminar. Ab 1926 lebte er in Kfar Hassidim Alef und arbeitete mehrere Jahre als Lehrer, entschloss sich jedoch aufgrund einer Herzerkrankung, dies aufzugeben. Er schrieb Gedichte zunächst in deutscher Sprache und dann in Hebräisch.
1930/31 war er für ein Jahr Student und Lehrer in Nürnberg.
Seit 1939 lebte Shalom als freischaffender Literat. Er schrieb Lyrik, Prosa und übersetzte unter anderem Shakespeares Sonette ins Hebräische. Mit Max Brod schrieb er das Libretto der ersten israelischen Oper Dan Ha-schomer [Dan, der Wächter], die von Marc Lavry komponiert wurde. Brod übersetzte mehrere Gedichte von ihm ins Deutsche. Er stand im Briefwechsel mit Paul Celan und Nelly Sachs.
Shalom erhielt unter anderem 1941 den Bialik-Preis für das Werk Von Angesicht zu Angesicht, 1973 den Israel-Preis und einen nach Saul Tschernichowski benannten Literaturpreis. Shalom war Präsident des hebräischen Schriftstellerverbandes.

## Werke (Auswahl)
- Galiläisches Tagebuch. Übersetzung Anna Nussbaum. Heidelberg : Drei Brücken, 1954
- Dichtungen. Hebräisch und deutsch. Tel Aviv : Eked, 1986
- Gedichte. Übersetzung Ora Fried. Tel Aviv : Eked, 1989